# 岡村千馬太
岡村 千馬太（おかむら ちまた、1875年2月1日 - 1936年6月15日）は、日本の教育者。号は天機。

## 来歴
長野県安曇郡中萱村（現安曇野市）生まれ。南安曇郡高等小学校卒業後、明治24年（1891年）に上京し、小石川の尚志社に学んだのち、長野師範学校在学中に東邦協会に入会する。同30年（1897年）に卒業後、長野県内各地の尋常小学校で訓導や校長などを歴任した。同44年（1911年）同志の教育者とはかって「東西南北会」を設立し、長野に三宅雪嶺、犬養毅、古島一雄、池辺三山らを招いて講演会を開催し、人格主義教育を唱導した。
諏訪郡・小県郡視学や長野県視学を経て、大正11年（1922年）埴科郡長に任命されるが、教育に専念するため辞職。同12年（1923年）南安曇郡梓尋常高等小学校校長に就任し、信濃教育会評議員となり、教育会館建設に尽力した、昭和4年（1929年）に退職し、晩年は上京し北多摩郡千歳村（現世田谷区）で過ごした。信条を揮毫した「知時務持大節則師道埃」の掛け軸が安曇野市教育会に所蔵されている。親友の安倍能成の筆による頌徳碑がある。